# Torsten Johansson
 Ikke at forveksle med Torsten Johansson (tennisspiller).
Torsten Johansson (født 5. december 1917 i Idre, Sverige, død 27. oktober 1996 i Vedbæk) Skulptør, industriel designer og grafiker.
Giftede sig med Birte Iversen i 1948 og bosatte sig i København.
Byggede hus og atelier og flyttede til Vedbæk i 1956.

## Uddannelse
Otto Skölds malerskole i Stockholm 1934-35, Academie der bildenden Künste i München 1937-38 og Academie de la Grand Chaumiere i Paris 1950-51.

## Ansættelser
Gæsteprofessorat ved Washington University School of Architecture i St. Louis 1960-60 og 1985. Gæsteprofessor ved Tokai University i Japan 1972 og 1974. Gæsteunderviser på Dansk Konfektions- og Trikotageskole i Herning 1975- 76.

## Projekter og større arbejder
- Relief til atomforsøgsstation i Risø 1957
- Børnerutjebane og klatretræ i Tivoli 1958
- Springvand til Tårnby Rådhus 1960
- Skulpturer til I. G. Metall i Sprockhövel, Tyskland 1971
- Relief til Sparekassen SDS i Holbæk 1973
- Springvand og skulpturer til Greve Stationscenter 1980
- Vægmaleri og relief til Roskilde Bank 1985
- Mindesmærke for Jens Lillelund i Charlottenlund 1991

## Udstillinger
- Snedkerlaugets udstilling i København 1957
- Charlottenborg Forårsudstilling 1958 og 59
- Middelheim Biennial i Antwerpen 1959
- Deense Woonkunst i Amsterdam 1961
- Gallery George Jensen i New York 1961
- Den Permanente i København 1963
- Nordiska Galleriet i Stockholm 1964
- Scandinavian Furniture Fair i København 1982 og 83
- Från Kristinehamn til Köbenhavn på muséEtt i Kristinehamn 1998
- Tivolaj Kunstlegepladser på KØS i Køge 2012

## Design
Torsten Johansson tog altid udgangspunkt i sig selv til sine utallige designs. Redskaber i træ og glas for Orrefors, Formträ, Boex med flere. Adskillige designs til møbler, tekstiler og sølvgenstande - alle i et enkelt ukompliceret formsprog.

## Tegning og grafik
Torsten Johanssons grafiske arbejder var for det meste et redskab i arbejdsprocessen og sjældent et mål i sig selv. Hans grafiske færdigheder blev beundret af de, der havde held til at se hans bidrag til de mange projektkonkurrencer, han deltog i. Hans enkeltstående tegninger var det kun beskåret familie og venner at nyde.

## Billedgalleri
- Børnerutsjebanen i Tivoli 1958-2009
- Kurvestol 1960
- Vinreol 1964
- Litografi, akrobater 1958